# Warnsdorfer FK
Warnsdorfer FK (celým názvem Warnsdorfer Fußballklub) byl německý fotbalový klub, který sídlil v severočeském městě Varnsdorf. Založen byl v roce 1931 po fúzi klubů DFC Warnsdorf a SK Edelgrund Warnsdorf. Po německé anexi Sudet se stal členem nově založené Gauligy Sudetenland. První ročník byl odehrán turnajovým způsobem, ve kterém se klub dostal až do finále. Zde porazil bývalý ligový celek Teplitzer FK poměrem 4:0 a zajistil si tak účast v konečné fázi německého mistrovství. V základní skupině 2b narazil na Dresdner SC (prohry 1:3 a 1:5) a FC Schweinfurt 05 (prohry 1:4 a 2:4). Zanikl v roce 1940 po založení stranického klubu NSTG Warnsdorf.
Své domácí zápasy odehrával na stadionu Platz am Hauptbahnhof. Klubové barvy byly modrá a bílá. Největším úspěchem klubu bylo jednorázové vítězství v Gaulize Sudetenland, jedné ze skupin tehdejší nejvyšší fotbalové soutěže na území Německa.

## Historické názvy
Zdroj: 
WFK
- 1931 – Warnsdorfer FK (Warnsdorfer Fußballklub)
- 1940 – zánik

NSTG
- 1940 – NSTG Warnsdorf (Nationalsozialistischen Turngemeinde Warnsdorf)
- 1945 – zánik

## Získané trofeje
- Gauliga Sudetenland ( 1× )
  - 1938/39

## Umístění v jednotlivých sezonách
Stručný přehled
Zdroj: 
- 1938–1939: Gauliga Sudetenland
- 1939–1940: Gauliga Sudetenland – sk. 2

Jednotlivé ročníky
Zdroj: 
Legenda: Z - zápasy, V - výhry, R - remízy, P - porážky, VG - vstřelené góly, OG - obdržené góly, +/- - rozdíl skóre, B - body, červené podbarvení - sestup, zelené podbarvení - postup, fialové podbarvení - reorganizace, změna skupiny či soutěže
| Velkoněmecká říše (1938 – 1940) |                             |        |                                     |                                     |                                     |                                     |                                     |                                     |                                     |                                     |                                     |
| Sezóny                          | Liga                        | Úroveň | Z                                   | V                                   | R                                   | P                                   | VG                                  | OG                                  | +/-                                 | B                                   | Pozice                              |
| 1938/39                         | Gauliga Sudetenland         | 1      | Finále (výhra 4:0 nad Teplitzer FK) | Finále (výhra 4:0 nad Teplitzer FK) | Finále (výhra 4:0 nad Teplitzer FK) | Finále (výhra 4:0 nad Teplitzer FK) | Finále (výhra 4:0 nad Teplitzer FK) | Finále (výhra 4:0 nad Teplitzer FK) | Finále (výhra 4:0 nad Teplitzer FK) | Finále (výhra 4:0 nad Teplitzer FK) | Finále (výhra 4:0 nad Teplitzer FK) |
| 1939/40                         | Gauliga Sudetenland – sk. 2 | 1      | 8                                   | 1                                   | 0                                   | 7                                   | 8                                   | 25                                  | -17                                 | 2                                   | 5.                                  |